# Liviu Lucaci
Liviu Lucaci (n. 6 noiembrie 1968) este scriitor, dramaturg, actor al TNB, regizor și profesor de arta actorului la Universitatea Națională de Artă Teatrală și Cinematografică „Ion Luca Caragiale” din București.

## Biografie
A studiat la Colegiul Național „Gheorghe Lazăr” din București, promoția 1987. În 1989, la Teatrul studențesc Podul, debutează ca actor cu rolul Efimița din Conu Leonida față cu reacțiunea de I. L. Caragiale.
După ce a editat un ziar în regie proprie și a participat ca actor la spectacolul eveniment "O trilogie antică" al lui Andrei Șerban , în 1990 dă admiterea la Universitatea Națională de Artă Teatrală și Cinematografică „Ion Luca Caragiale” din București, Secția Actorie, unde intră ca student la clasa lui Ion Cojar, cel care îi va fi mentor și îl va îndruma către cariera pedagogică. În 1994, după terminarea studiilor, devine asistent universitar, iar astăzi lucrează ca profesor la masterat. Cu ocazia unei burse ITI, studiază în Japonia teatrul tradițional Nō, kabuki și kyogen.
În 2004, la UNATC București, își susține doctoratul cu teza: „Actorul ca jucător”.

### Experiență pedagogică
2012 - susține workshopuri Shakespeare la Festivalul Internațional de la Craiova și la Festivalul Dramaturgiei Românești
2007 - Centrul de Cercetare și Creație Teatrală „Ion Sava" Teatrul Național București - Atelier de creație: „Puterea, legitimează?" susținut de regizorul și profesorul Radu Penciulescu
2005 - Doctorat în teatru cu teza "Actorul ca jucător", coordonator prof.univ.dr. Adriana Popovici
Din 2005, conferențiar universitar doctor la UNATC   
2002 - Seminar la întâlnirea internațională a școlilor de teatru pe tema teatrul tradițional japonez
2000 - Bursa I.T.I. pentru studiul teatrului tradițional japonez
Profesor asociat la Universitatea „Hyperion" în perioada 1996-1998
Din 1994 - preparator universitar actorie, UNATC
În prezent, Liviu Lucaci este rectorul UNATC (din 2019).

## Roluri în teatru
Roluri la TNB
Soțul - "Micul infern" de Mircea Ștefănescu , regia Mircea Cornișteanu , 2013 
Richard - „Tectonica sentimentelor" de Eric Emmanuel Schmitt, regia Nicolae Scarlat, 2009
Ducele de Lorena - „Eduard al III-lea" de William Shakespeare , regia Alexandru Tocilescu, 2008 
Gelu Ruscanu - „Jocul ielelor” de Camil Petrescu , regia Claudiu Goga, 2007
Michael - „Dansând pentru zeul păgân” de Brian Friel, regia Lynne Parker, 2006
Reginald di Piperno - „Patimile Sfântului Tommaso d`Aquino” după Alex Mihai Stoenescu, regia Grigore Gonța, 2005
Luca Arbore – „Apus de soare” de Barbu Ștefănescu Delavrancea, regia Dan Pița, 2004
Demetrius - „Visul unei nopți de vară” de William Shakespeare , regia Felix Alexa, 2003
Perry Lascoe - „Așteptând la Arlechin” de Noel Coward, regia Ion Cojar, 2002
„Celălalt Cioran” de George Banu după Caietele lui Emil Cioran, regia Radu Penciulescu, 2002
Mario - „Jocul dragostei și al întâmplării” de Pierre de Marivaux, regia Felix Alexa, 2001
Richard Roe - „Machinal” de Sophie Treadwell, regia Alexander Hausvater, 2000
Baronul - „Țăranul baron” de Ludvig Holberg, regia Lucian Giurchescu, 2000
Trissotin - „Femeile savante” de J.B.P. Moliere, regia Lucian Giurchescu, 1998 - 1999
„Satana cel Bun și Drept” de Tudor Popescu, regia Gelu Colceag, 1998
„Strigoii” de Henrik Ibsen, regia Nicolae Scarlat, 1997
„5 iulie” de Lansford Wilson, regia Elliot Swift (piesă în limba engleză), 1995
„O Trilogie Antică” după Euripide și Seneca, regia Andrei Șerban, 1990
Teatrul de Comedie
Jupânul - „Eu când vreau să fluier, fluier” de Andreea Vălean, regia Sorin Misirianțu, 2000
Teatrul Odeon
„Richard al III-lea” de William Shakespeare, regia Mihai Măniuțiu , 1993
„Trupa pe butoaie”, regia Victor Ioan Frunză , 1994
Teatrul Act
Bob - „Chelnerul mut” de Harold Pinter, regia Puiu Șerban, 2001
Neizbut - „O zi de vară” de Slawomir Mrozek, regia Alice Barb, 2000
Theatrum Mundi
El - „Veneția mereu” de Virgil Tănase, regia Emil Mandric, 1996
Teatrul Lucia Sturza Bulandra
„Visul unei nopți de vară” de William Shakespeare, regia Liviu Ciulei, 1991
Teatrul Mic
Bassanio - „Negustorul din Veneția” de William Shakespeare, regia Tudor Chirilă, 2002
Teatrul George Ciprian, Buzău
Cleant - „Doctor fără voie” de J.B.P. Moliere, regia Emil Mandric, 2002
Teatrul Studențesc Podul
1988 - 1990
"Romeo și Julieta" de William Shakespeare, regia Cătălin Naum
"Ștefan Vodă" după Barbu Ștefănescu Delavrancea, regia Cătălin Naum
Efimița - "Conu Leonida față cu reacțiunea" de I.L. Caragiale, regia Cătălin Naum

### Regie teatru
"Cum vă place" de Wiliam Shakespeare, UNATC, 2013
"Oameni ca noi" de Liviu Lucaci, regia Liviu Lucaci, ARCUB, Clubul Țăranului, 2013
"Un cuplu ciudat" de Neil Simon, Teatrul de Comedie, 2011
"Și...pe când un copil?" de Andre Roussin, la Teatrul Valah din Giurgiu, martie 2010
"Cinci rendez-vous-uri mortale" de Liviu Lucaci, regia Liviu Lucaci, la Clubul Țăranului, Muzeul Țăranului Român, iunie 2010
"Ești sau nu ești?" de Liviu Lucaci la Godot Cafe Teatru, regia în colaborare cu regizorul Puiu Șerban, noiembrie 2010
"Trilogia atrizilor" - Agamemnon de Eschil, UNATC, iunie 2009
"Domnișoara Iulia" de August Strindberg, Teatrul de Comedie, 2009
"A Douăsprezecea Noapte" de William Shakespeare, UNATC, 2008
"Platonov" de A.P.Cehov – Premiul pentru cel mai bun spectacol, Gala Absolvenților UNATC; Premiul pentru cel mai bun spectacol la Întâlnirea Internațională a Școlilor de Teatru, București, 2008
"EXPrevert" după texte de Jacques Prevert, Festivalul internațional de teatru experimental Cairo, octombrie 2008

## Filmografie
- Detectiv fără voie, regia Silviu Jicman, teleplay, 2001
- Roberta regia Valentin Hotea, serial TV, 2000
- Mike – Teenage Space Vampires, regia Martin Wood, 1999
- Stare de fapt, regia Stere Gulea, 1996
- Scrisorile prietenului, regia Mircea Veroiu, 1996

## Scriitor
2013 - "Nostalgicii călători", «Cea mai bună piesă românească a anului 2012» la Premiile anuale acordate de UNITER
2012 - "O, lume nouă", nominalizare la Gala Uniter pentru cea mai bună piesă a anului
2011 - "Marusia", la editura Palimpsest
2011 - "Frați de Cruce", nominalizare la Gala Uniter pentru cea mai bună piesă a anului
2010 - "Cinci rendez-vous-uri mortale", texte care au stat la baza spectacolului cu același nume, mențiune la Festivalul de Comedie, concursul de comedie
2006 - "Povestiri despre celălalt", volum de proză, editura Curtea Veche, București
2007 - premiul anual pentru literatură al Revistei facultății de filozofie "Luni"
Diverse studii de specialitate în reviste de profil.